# Liberaal Joodse Gemeente Amsterdam
De Liberaal Joodse Gemeente Amsterdam (LJG) is de plaatselijke gemeenschap van de liberale joden in de Nederlandse stad Amsterdam en omgeving, met een synagoge in Amsterdam-Zuid. Sinds 2010 heeft de LJG een nieuwe synagoge met cultureel centrum aan de Zuidelijke Wandelweg, bij het Gaasterlandpad.
De LJG Amsterdam vormt samen met andere liberaal joodse en "progressief joodse" gemeenten het Nederlands Verbond voor Progressief Jodendom (NVPJ), dat is aangesloten bij de internationale koepelorganisatie Wereldunie voor Progressief Jodendom (WUPJ).
Ook de begraafplaats Gan Hasjalom, in Hoofddorp en Amstelveen, valt onder de Amsterdamse LJG.

## Geschiedenis

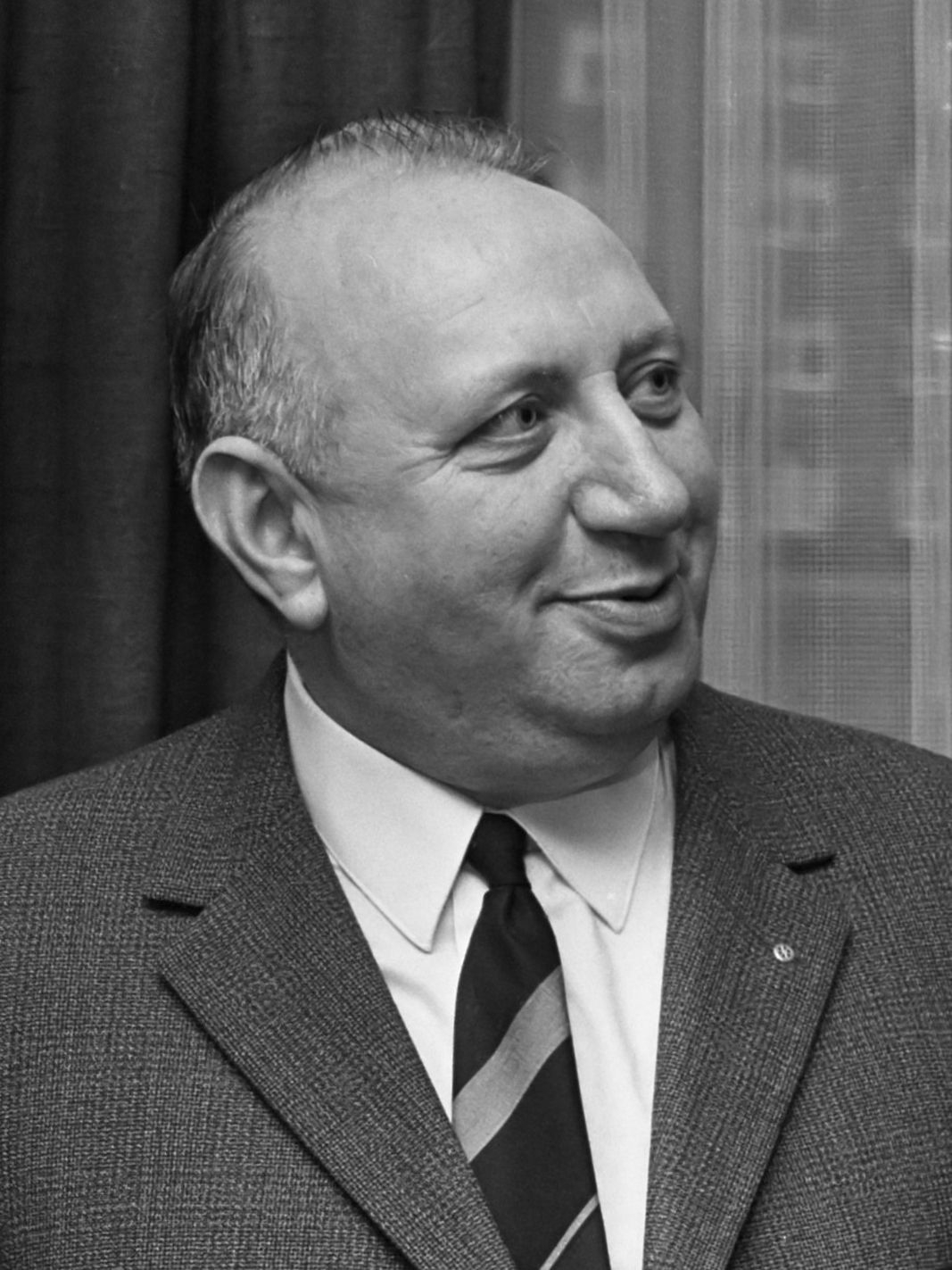
rab. Jacob Soetendorp (in 1967)

In 1931 werd in Den Haag (door Levi Levisson) het Verbond van Liberaal-Godsdienstige Joden in Nederland (voorloper van de NVPJ) opgericht. In 1932 kwam er een Amsterdamse afdeling, later de Liberaal Joodse Gemeente geworden. Tussen 1933 en 1940 werden vooral recent geïmmigreerde Duitse Joden lid. Na de Duitse bezetting van Nederland (1940-'45) in de Tweede Wereldoorlog waren er nog maar weinig joden over, ook de LJG was gedecimeerd.
Onder Jacob Soetendorp, die van 1954 tot 1972 rabbijn was van de Liberaal Joodse Gemeente Amsterdam, kwam de gemeente weer tot bloei. In 1957 werd een synagoge ingericht in een voormalig woonhuis aan De Lairessestraat 145 (later kwam hier het kantoor van het Joods Maatschappelijk Werk). De LJG had vanaf 1966 een eigen gebouwde synagoge, aan de Graafschapstraat nabij het Europaplein aan de rand van de Amsterdamse Rivierenbuurt. In 1978 werd de naam van het zuidelijke deel van deze straat gewijzigd in Jacob Soetendorpstraat.
Eind 2007 werd dit gebouw door de gemeente verlaten en verkocht aan theaterproducent Joop van de Ende en in 2008 werd het gesloopt. De straatnaam Jacob Soetendorpstraat kwam hierna weer te vervallen. 
De samenkomsten werden tijdelijk, van december 2007 tot de zomer van 2010, verplaatst naar de Zuidwijkkapel aan het Stadionplein, toen de "Stadionsjoel" genoemd. Eind 2008 werd begonnen met het nieuwe gebouw, ook weer aan de rand van de Rivierenbuurt, dat in augustus 2010 in gebruik kon worden genomen. Het schiereilandje waar de synagoge op gebouwd is heet sinds 2014 Jacob Soetendorpeiland.